# J.C. Schütz
Johan Christher Schütz, född 12 maj 1976 i Hogstads församling i Östergötlands län, är en svensk låtskrivare och musikproducent uppvuxen i Mjölby. Hans första musikal Tivolisaga, som han skrivit i samarbete med Johan Pettersson, hade urpremiär i Norrköping 2013.

## Musikkarriär
Schütz debuterade 2004 med skivan Passion som bestod av jazz- och bossa nova-influerad pop. Schütz är upphovsman till samtliga låtar på skivan. Dagens Nyheter skrev i sin recension att det var "romantisk bossa nova", och Lira kallade det en "bossa nova-cocktail", att Schütz gitarrspel låg "närmre Nick Drake än Jobim" och att "något som imponerar är den nyskapande instrumentationen".
Den andra skivan Blissa Nova, som släpptes 2007, innehåller Schütz egna engelska översättningar av Povel Ramel (Underbart är kort), Allan Edwall (Den lilla bäcken), Gilberto Gil (Eu vim da Bahia), Luíz Bonfá (Tristeza) och Vinícius de Moraes/Baden Powell (Pra que chorar). Övriga låtar på skivan är hans egna kompositioner. De tydliga influenserna från brasiliansk musik hörs även i instrumenteringen, och i ett par låtar spelar Schütz cavaquinho, ett instrument som även syntes på skivans omslag. Tommy Ekman mixade två av låtarna. Musiker som medverkar är bland andra Peter Asplund (trumpet), Sebastian Notini (slagverk) och Karin Hammar (trombon). Dessutom gästas han av Aline de Lima i den tvåspråkiga duetten This Sadness (Tristeza). När skivan släpptes bjöds Schütz in till att göra sin första Japanturné.
På den tredje skivan C'est La Vie har Schütz producerat och skrivit samtliga låtar, för första gången på svenska, och medverkande musiker är bland andra basisten och slagverkaren Olle Linder, trombonisten Karin Hammar, trumpetaren Stefan Persson och keyboardisten Roman Andrén. Skivan släpptes i Japan redan i december 2008 och Schütz gjorde då en andra Japanturné. Musiktidningen Lira berömde låtskriveriet på skivan med orden: "Det vore utvecklande för Lisorna Nilsson och Ekdahl att lyssna på Som om ingenting har hänt. Där får man en Stockholms-bossa som erövrar ens hjärta omedelbart."
Under artistnamnet Peacebird släppte han sin fjärde skiva genom ett japanskt skivbolag i oktober 2011. Låtarna gick åt ett mer melodiskt och avskalat håll, även om tempot överlag var högre än tidigare. Slow Down var den mest spelade utländska låten hela månaden i japansk radio. Den japanske basisten och låtskrivaren Okii Reiji från bandet Cymbals, medverkar som gäst på flera spår. I Pickin' Up The Pieces medverkar även Monica Zetterlund-stipendiaten Lovisa Lindkvist.
På det femte albumet Beautiful Place som släpptes i juli 2013 rörde sig musiken åter tillbaka mot de brasilianska influenserna. 
Sedan 2013 har Schütz fokuserat på att skriva för musikaler men har fortsatt ge ut singlar med remixar av enstaka låtar. 2018 släpptes den svenska originalinspelningen av musikalen Tivolisaga och 2019 det instrumentala filmsoundtracket Bull Rider Boy. I februari 2020 gav han ut sin första nya låt på sex år, I Love Waking up Next to You, och sade i en radiointervju att han jobbar på ett nytt soloalbum.
Schütz har sedan starten 2004 arrangerat och producerat sin egen musik och bland de andra artister han producerat märks särskilt den japanska jazzduon Mamerico vars karaktäristiska avskalade ljudbild har vunnit dem en kultstatus online med miljontals lyssningar och fans världen över sedan debutalbumet Minuscule 2011.

## Andra artisters versioner av hans låtar
Artister från Japan och Brasilien hör till dem som oftast gör egna versioner av Schütz låtar, och först var den brasilianska sångerskan Aline de Lima som spelade in en av hans svenska låtar, Som om ingenting har hänt till sin skiva Açaí (2008) och den japanska sångerskan Toki Asako som spelade in hans låt Let The Sunlight In till sin skiva Touch (2009). 2011 gav Stockholmssångerskan Nina Ripe ut sin debutskiva som innehöll tre av Schütz texter, bland annat en svensk version av Milton Nascimentos Encontros e despedidas (Möten och avsked) och den första officiella engelska versionen av Tom Jobim och Chico Buarques klassiker Retrato em branco e preto (Picture in black and white). Skivan nominerades av jazztidningen Orkesterjournalen till årets skiva.

## Musikaler
2008 gjorde det stora japanska musikalproduktionsbolaget Takarazuka Kagekidan en översättning av hans låt Passion till en föreställning som även gavs ut på både cd och DVD, vilket blev startskottet till ett nyvaknat intresse för att skriva musikaler. Tivolisaga, en musikalkomedi inspirerad av Shakespeares Romeo och Julia som han skrivit tillsammans med Johan Pettersson, hade urpremiär på Arbisteatern i Norrköping i augusti 2013 och finns utgiven på iTunes och Spotify. De två samarbetade igen med den svenska nyuppsättningen av Jonathan Larsons musikal Rent som hade premiär på Skandiateatern i Norrköping i mars 2014 med Schütz som musikalisk ledare och kapellmästare.

## Diskografi

### Album
- 2004 – Passion
- 2007 – Blissa Nova
- 2009 – C'est la vie - 11 sånger på svenska
- 2011 – Peacebird (under namnet Peacebird)
- 2013 – Beautiful Place

### Samlingsskivor
- 2018 – Tivolisaga (Original Swedish Cast Recording)

### Filmmusik
- 2019 – Bull Rider Boy

### Singlar
- 2009 – Se solen gå upp
- 2009 – Dröm
- 2009 – Balans (Bossa Remix)
- 2011 – Peace! (Give the People the Power Back) [Peacebird Edit]
- 2011 – Hold On Now
- 2012 – Christmas Time (We Can Change the World)
- 2014 – I Guess It's Ok/Vai Ficar Tudo Bem (with Vanessa Pinheiro)
- 2014 – Det kunde lika gärna varit vi
- 2014 – Möten och Avsked (Encontros e Despedidas)
- 2015 – I'm Here (Acoustic Version)
- 2016 – Changes Changes (Nujabes Tribute Remix)
- 2017 – Love This World
- 2017 – Difficult (Impossible Remix)
- 2018 – Let the Sunlight In